# Parti progressiste-conservateur (Roumanie)
Le Parti progressiste-conservateur (en roumain : Partidul Conservator-Progresist, PCP) était un parti politique en Roumanie.

## Histoire
Le parti a résulté d'une division au sein du Parti conservateur. Lors des élections de 1919, il gagne 13 sièges à la chambre des députés et quatre au sénat. Pourtant, il ne s'est pas représenté aux élections ultérieures.